# Automóvil de segunda mano

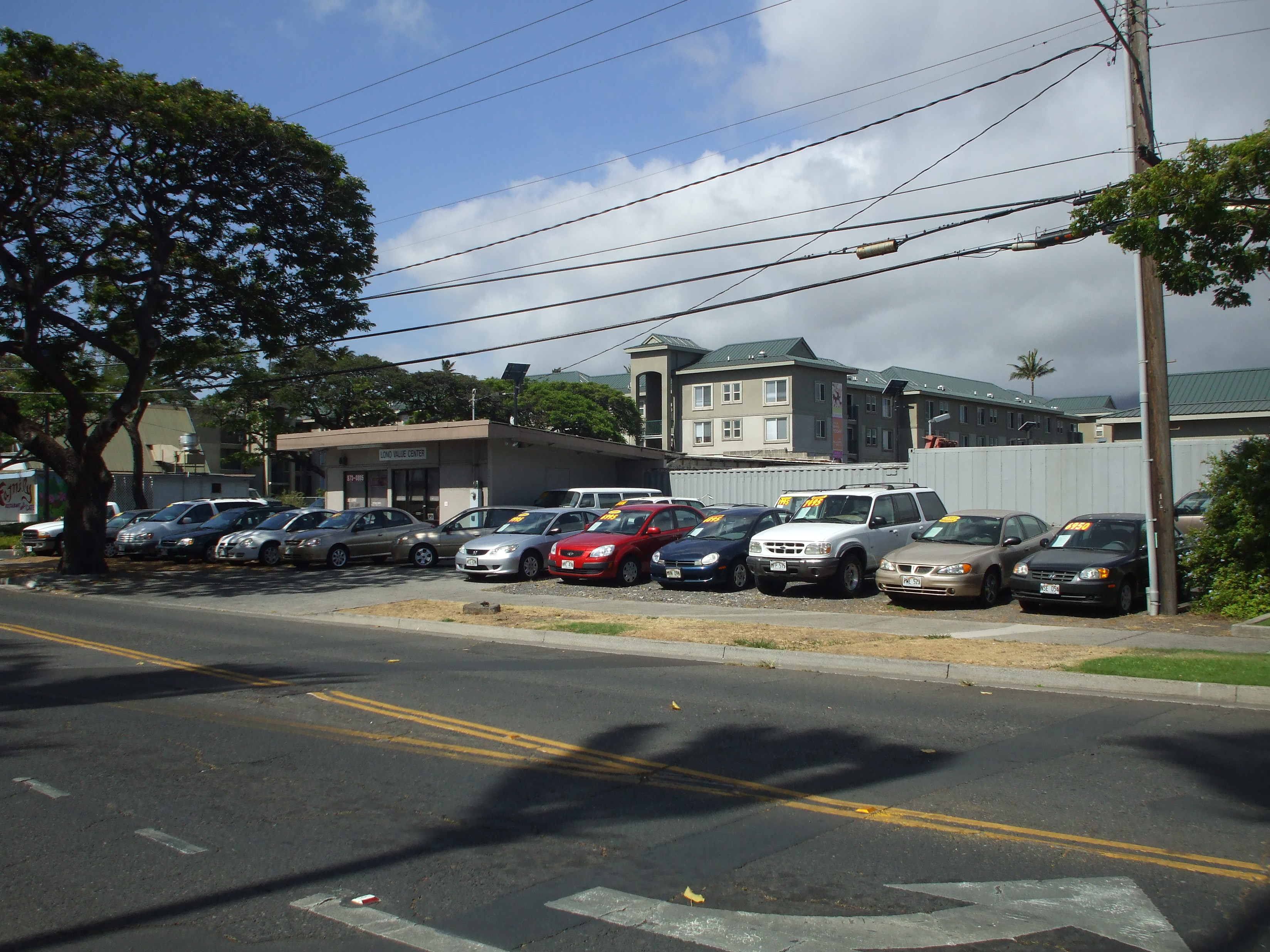
Coches de ocasión en una parcela en Estados Unidos.

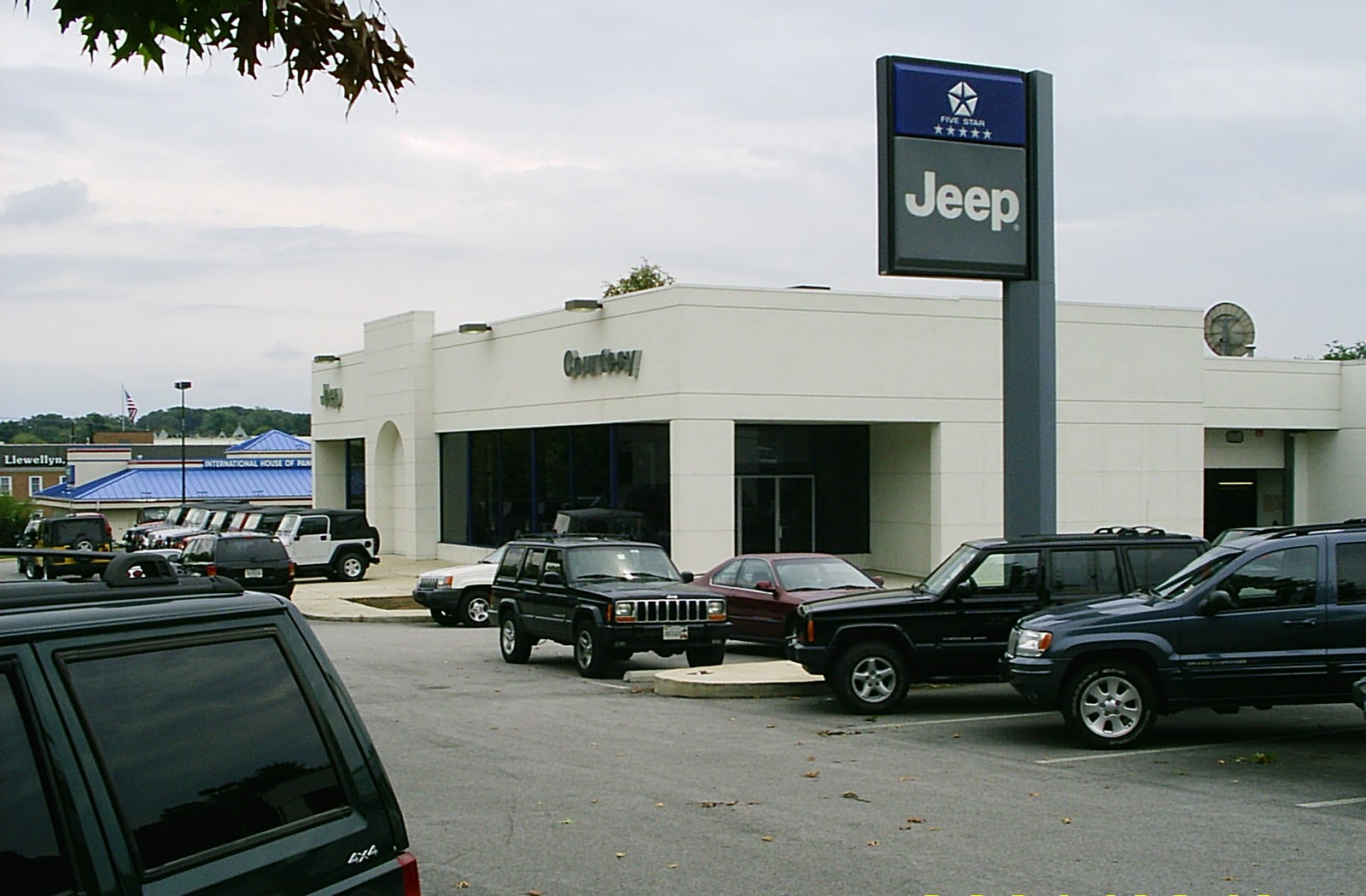
Concesionario con una zona dedicada a los vehículos de ocasión.

Un automóvil de segunda mano, usado o de ocasión, es un vehículo que anteriormente perteneció a uno o más dueños. Este tipo de vehículos se pueden encontrar tanto de particulares como en outlets, franquicia e incluso concesionarios de coches independientes, empresas de alquiler de vehículos, casas de subastas, etc. Algunos vendedores ofrecen «precios no negociables», «certificado de uso» e incluso garantías.

## Industria del automóvil de segunda mano
Con unas ventas anuales superiores a los 350 mil millones de dólares estadounidenses, la industria del automóvil de segunda mano representa casi el 50 % de los vehículos de EE. UU. y se considera el sector más grande de la economía. En 2016 se vendieron aproximadamente 17,6 millones de vehículos solo en EE. UU., 38,5 millones en todo el mundo.

### Historia
En 1898, la Motor Wagon Company del Empire State, en Catskill (Nueva York) se convirtió en una de las primeras parcelas de venta de automóviles de segunda mano.
El mercado de vehículo utilizado es sustancialmente más grande que otros sectores minoristas grandes, como el escolares y mercado de productos de  oficina (EE. UU.$206 mil millones en ventas anuales estimadas) y el mercado de mejora de la casa (EE. UU.$291 mil millones en ventas anuales estimadas). [La cita necesitada]

## Leyes y regulaciones
En América del Sur, a excepción de Paraguay, Bolivia, Perú, Surinam, Guyana, la mayoría de los países no permiten la importación de vehículos usados. En Perú, en el año 2020, el Ministerio de Transporte adoptó una series de regulaciones que limitan la antigüedad de los vehículos usados importados de 5 a 2 años.